# Owca romanowska

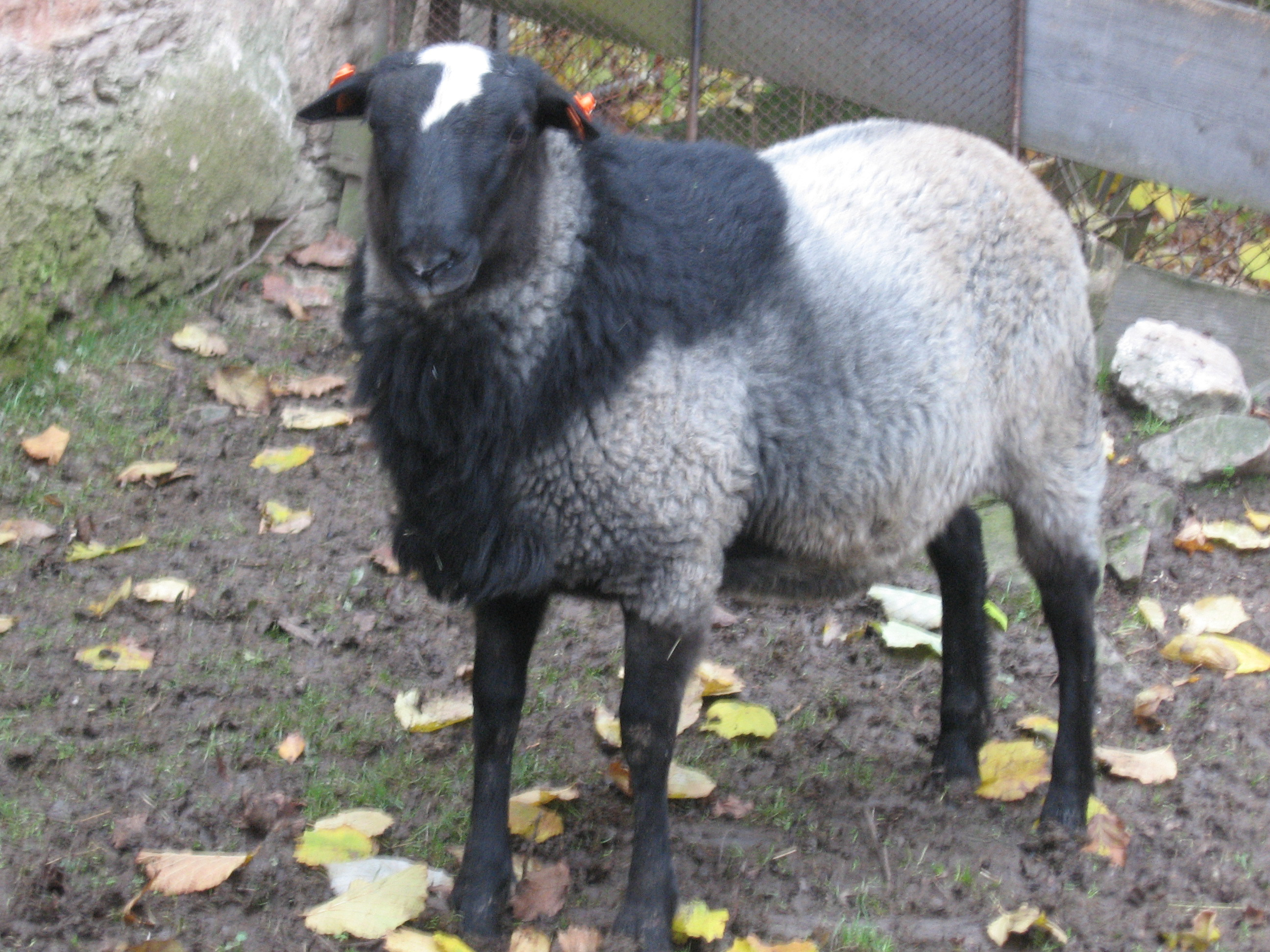
Owca romanowska

Owca romanowska – rasa owiec krótkoogoniastych typu kożuchowego. Została wyhodowana w Rosji.
Owce tego typu są stosunkowo małe i ważą w granicach 30–70 (maksymalnie 90) kilogramów oraz wcześnie dojrzewają. Ruja występuje w różnych porach roku. Charakteryzują się bardzo wysoką płodnością. Okrywa ciała owiec romanowskich jest mieszaniną barwy sino-niebieskiej, a także dużej ilości puchu. Skóra jest lekka, elastyczna i trwała.